# Aphrastura
Aphrastura – rodzaj ptaków z rodziny garncarzowatych (Furnariidae).

## Występowanie
Rodzaj obejmuje gatunki występujące w Ameryce Południowej.

## Morfologia
Długość ciała 13–15 cm, masa ciała 10–13 g.

## Systematyka

### Nazewnictwo
Nazwa rodzajowa jest połączeniem słów z języka greckiego: αφραστος aphrastos – „cudowny” oraz ουρα oura – „ogon”.

### Gatunek typowy
Motacilla spinicauda Gmelin

### Podział systematyczny
Do rodzaju należą następujące gatunki:
- Aphrastura spinicauda (J.F. Gmelin, 1789) – ostrogonek mały
- Aphrastura masafuerae (R.A. Philippi Sr. & Landbeck, 1866) – ostrogonek duży